# The SpongeBob Movie: Sponge Out of Water
The SpongeBob Movie: Sponge Out of Water (Nederlandse titel: SpongeBob 3D: Spons op het droge) is een Amerikaanse 3D-liveactionfilm uit 2015, gebaseerd op de gelijknamige tekenfilmserie SpongeBob SquarePants van Stephen Hillenburg. Dit is ook de opvolger van de vorige SpongeBobfilm The SpongeBob SquarePants Movie uit 2004.

## Verhaal
Wanneer een piraat genaamd Burgerbaard (Engels: Burger Beard) op een eiland een magisch boek vindt, maakt hij met het boek zijn eigen verhaal om het geheime recept van de Krabburger in handen te krijgen, zodat hij een eigen hamburgertent kan gaan openen. SpongeBob en zijn vrienden reizen naar hetgeen bovenwater waar ze terechtkomen op Tybee Island. Daar gaan ze achter de piraat Burgerbaard aan om het geheime recept te kunnen terug pakken.

## Stemverdeling
| Personage             | Acteur           | Nederlandse stem  | Vlaamse stem           |
| --------------------- | ---------------- | ----------------- | ---------------------- |
| SpongeBob SquarePants | Tom Kenny        | Lex Passchier     | Govert Deploige        |
| Patrick Ster          | Bill Fagerbakke  | Just Meijer       | Henk Rijckaert         |
| Octo Tentakel         | Rodger Bumpass   | Jan Nonhof        | Peter Van Gucht        |
| Meneer Krabs          | Clancy Brown     | Sander de Heer    | Jakob Beks             |
| Sandy                 | Carolyn Lawrence | Lottie Hellingman | Mieke Laureys          |
| Plankton              | Mr. Lawrence     | Finn Poncin       | Michel Van Dousselaere |
| Karen                 | Jill Talley      | Nathalie Haneveld | Daisy Thys             |
| Kapitein Burgerbaard  | Antonio Banderas | Frank Lammers     | Marc Peeters           |
| Bubbles de Dolfijn    | Matt Berry       | Victor van Swaay  | Bert Van Poucke        |
| Karel de Zeemeeuw     | Paul Tibbitt     | Dylan Haegens     | Dimitri Verhoeven      |

## Trivia
- De liveactionscènes van de film werden opgenomen op verschillende locaties in Savannah in Georgia, met inbegrip van de binnenstad en in de Pier Tybee Island.
- Voor het eerst wordt er van deze SpongeBobfilm ook een Vlaamse versie nagesynchroniseerd. Vlaamse recensenten vonden dit echter onnodig omdat iedereen toch naar de Nederlandse dub kijkt op Nickelodeon.